# Кирхбах, Гунар
Гу́нар Ки́рхбах (нем. Gunar Kirchbach; 12 октября 1971, Бад-Заров) — немецкий гребец-каноист, выступал за сборную Германии в середине 1990-х годов. Олимпийский чемпион Атланты, дважды чемпион мира, многократный победитель и призёр первенств национального значения. Ныне — тренер по гребле на байдарках и каноэ.

## Биография
Гунар Кирхбах родился 12 октября 1971 года в коммуне Бад-Заров, федеральная земля Бранденбург. Активно заниматься греблей начал в раннем детстве, проходил подготовку в городе Потсдаме в одноимённом каноэ-клубе.
Первого серьёзного успеха на международном уровне добился в 1993 году, когда попал в основной состав немецкой национальной сборной и побывал на чемпионате мира в Копенгагене, откуда привёз награду бронзового достоинства, выигранную вместе с Андреасом Диттмером в двойках на пятистах метрах (пропустил вперёд лишь экипажи из Венгрии и Дании). Год спустя на мировом первенстве в Мехико они стали чемпионами в двойках на тысяче метров, ещё через год на домашнем чемпионате мира в Дуйсбурге взяли бронзу сразу в двух дисциплинах: в зачёте двухместных экипажей на 500 и 1000 метров (в обоих случаях проиграли командам из Венгрии и Румынии).
Благодаря череде удачных выступлений Кирхбах удостоился права защищать честь страны на летних Олимпийских играх 1996 года в Атланте — с тем же Диттмером одолел всех соперников в километровой дисциплине и стал олимпийским чемпионом. Также участвовал в полукилометровой программе двоек, но здесь в решающем заезде финишировал четвёртым, немного не дотянув до призовых позиций. После Олимпиады ещё в течение некоторого времени оставался в сборной Германии и продолжал принимать участие в крупнейших международных регатах. Так, в 1997 на чемпионате мира в канадском Дартмуте с новым напарником Маттиасом Рёдером вновь сумел победить в километровой дисциплине, став таким образом двукратным чемпионом мира по гребле на каноэ.
Завершив карьеру профессионального спортсмена, перешёл на тренерскую работу. Занимался подготовкой гребцов в национальном учебном центре в Лейпциге.